# Слободніченко Марина Костянтинівна
Слободніченко Марина Костянтинівна (нар. 17 жовтня 1979) — українська політикиня, юристка, громадська діячка, заступниця міністра охорони здоров'я України з питань європейської інтеграції (з 18 квітня 2023).

## Життєпис
Народилась 17 жовтня 1979 року в сім'ї юриста та бухгалтерки.
Дитинство пройшло в селі Тополівка Чернігівської області, звідки походить родина.

## Освіта
Загальну середню освіту здобула в Гнідинській загальноосвітній школі імені Петра Яцика з золотою медаллю.
У 2002 році з відзнакою закінчила юридичний факультет Київського національного університету ім. Т. Шевченка, магістр з правознавства.
У 2021 році отримала другу вищу освіту в Київському національному торговельно-економічному університеті, магістр з менеджменту.
У 2020—2021 роках навчалася в університеті Гульєльмо Марконі (Італія), де здобула освітній ступінь магістра ІІ рівня за міжнародною програмою MBA.

## Кар'єра
З 2001 року по 2018 рік працювала юристкою в державних та приватних компаніях, пройшла шлях від молодшої юристки до керівниці юридичного управління оператора державних лотерей ТОВ «М. С. Л.» та партнерки в юридичній компанії ТОВ «Юрімекс».
З 2018 року по 2023 рік продовжила юридичну практику як керівниця власної юридичної компанії «Кайрос груп», де зокрема здійснювала діяльність в сфері юридичного супроводу адаптації законодавства України у сфері охорони здоров'я до положень права Європейського Союзу (acquis ЄС).
З травня 2022 року доєдналась до команди Національної Ради з відновлення України від наслідків війни як радник Секретаря Данила Гетманцева та координувала процес підготовки Плану відновлення України.
19 квітня 2023 була призначена на посаду заступника міністра охорони здоров'я України з питань європейської інтеграції. Відповідає за гармонізацію українського законодавства у сфері охорони здоров'я до положень законодавства ЄС та реалізацію міжнародного співробітництва в сфері охорони здоров'я. Здійснює координацію з питань забезпечення рівних прав та можливостей жінок і чоловіків, запобігання та протидії насильству за ознакою статі.
Указом Президента № 365/2024 від 21 червня 2024 року ввійшла в склад делегації України для участі у переговорах з Європейським союзом щодо укладення Угоди про вступ України до Європейського союзу.

## Громадська діяльність
В 2016—2017 роках долучалась до реалізації реформи системи охорони здоров'я та входить до складу авторського колективу Закону України «Про автономізацію закладів охорони здоров'я.»
В 2018—2021 роках очолювала Комітет медичного права Всеукраїнської громадської організації «Асоціація правників України».
З 2019 року стала експерткою в галузі медичного права, охорони здоров'я, трансплантації в проекті «Повага. Кампанія проти сексизму в українських ЗМІ та політиці»
Надавала правову підтримку опікунській раді НДСЛ «Охматдит». Як правниця відстояла інтереси лікарні та за рішенням суду було повернуто до державного бюджету 60 млн грн. які намагалися вкрасти на Охматдиті.
Долучалась до реформи системи трансплантації в Україні. Є співавтором методичних рекомендацій «Трансплант-координатор, як основна ланка в системі трансплантації».
Є автором методичних рекомендацій для впровадження проектів державно-приватного партнерства у сфері охорони здоров'я.
18 серпня 2022 року заснувала громадську спілку «Центр відповідальної гри», яка опікується захистом людей від шкідливого впливу азартних та відео ігор та попередженням ігрової залежності.
В 2022—2023 роках здійснювала координаційну підтримку державної програми релокації бізнесу з територій, близьких до воєнних дій задля відновлення виробничих потужностей на заході України.

## Визнання
Увійшла до топ 100 юристів у 2014/2015 та 2016/2017 роках згідно рейтингу видання Kyiv Post Legal Quarterly «Вибір клієнта: ТОП-100 кращих юристів України 2015» та «Вибір клієнта: ТОП-100 кращих юристів України 2017»

## Особисте життя
Батько — Шморгун Костянтин Петрович (нар. 1954)
Мати — Шморгун Надія Михайлівна (нар. 1955)
Колишній чоловік — Слободніченко Олексій Сергійович, лікар-радіолог. Шлюб розірвано у 2015 році.